# Fosun Pharma
Fosun Pharma (chinesisch 復星醫藥 / 复星医药, Pinyin Fùxīng yīyào) ist ein chinesisches Pharmaunternehmen aus Shanghai. Es ist im Besitz von Fosun International. Das Unternehmen wird an der Shanghaier Börse gehandelt. Das Unternehmen hat zusammen mit Biontech und Pfizer den COVID-19-Impfstoff Tozinameran entwickelt.

## Unternehmensgeschichte
1994 wurde die Shanghai Fortune Industrial Company gegründet. Haupteigentümer bei der Gründung waren Fosun High Technology (ein Tochterunternehmen von Fosun International) und Guangxin Technology. 1998 wurde dieses Unternehmen in die Shanghai Fortune Industrial Joint-Stock Co., Ltd. (上海复星实业股份有限公司) umgewandelt. Durch Änderung der Transliteration des homophonen Bestandteils „fuxing“ von „Fortune“ – „福星 fúxīng“ – zu „Fosun“ – „复星 fùxīng“ – und Ersetzen des Bestandteils „Industrial“ – 实业 shíyè – durch „Pharmaceutical“ – 医药 yīyào – erhielt das Unternehmen seinen heutigen Namen.
1998 begann das Initial Public Offering der A-Aktien an der Shanghaier Börse, ab 2012 wurde das Unternehmen auch an der Börse von Hongkong gelistet. 2003 erwarb Fosun Pharma in einem Joint Venture mit der China National Pharmaceutical Group die Sinopharm Group. Es folgten weitere Investitionen im pharmazeutischen Bereich, unter anderem 2017 die Übernahme eines 74%-Anteils des indischen Pharmaunternehmens Gland Pharma für rund 1,1 Milliarden US-Dollar.
Im März 2020 begann Fosun Pharma eine Kooperation mit Biontech zur Entwicklung eines COVID-19-Impfstoffes. Fosun Pharma investierte umgerechnet 135 Millionen US-Dollar in das deutsche Biotechnologieunternehmen und erwarb darüber hinaus für 1,58 Millionen Anteilsscheine des Unternehmens. Im Gegenzug erhielt Fosun Pharma die alleinigen Vermarktungsrechte für den entwickelten Impfstoff in China. Diese Übereinkunft blieb auch nach Bekanntgabe der Zusammenarbeit von Biontech mit Pfizer bestehen.